# Panotla
Panotla är en kommunhuvudort i Mexiko.   Den ligger i kommunen Panotla och delstaten Tlaxcala, i den sydöstra delen av landet, 90 km öster om huvudstaden Mexico City. Panotla ligger 2 230 meter över havet och antalet invånare är 10 644.
Terrängen runt Panotla är platt söderut, men norrut är den kuperad. Runt Panotla är det tätbefolkat, med 383 invånare per kvadratkilometer. Närmaste större samhälle är Chiautempan, 5,6 km öster om Panotla. Omgivningarna runt Panotla är en mosaik av jordbruksmark och naturlig växtlighet.